# Pietro Romani (politico)
Pietro Romani (Borgo Valsugana, 11 luglio 1885 – Roma, 24 dicembre 1973) è stato un politico italiano.
Fu eletto alla Camera dei deputati del Regno d'Italia durante la XXVI legislatura come rappresentante del Partito Popolare Italiano.

## Biografia
Nel 1904 a fu arrestato dalle autorità austriache durante i fatti di Innsbruck.
Antifascista, fu mandato con Degasperi al Carcere di Regina Coeli.
Dal 1959 al 1967 fu presidente della Compagnia Italiana Turismo.